# Packh János

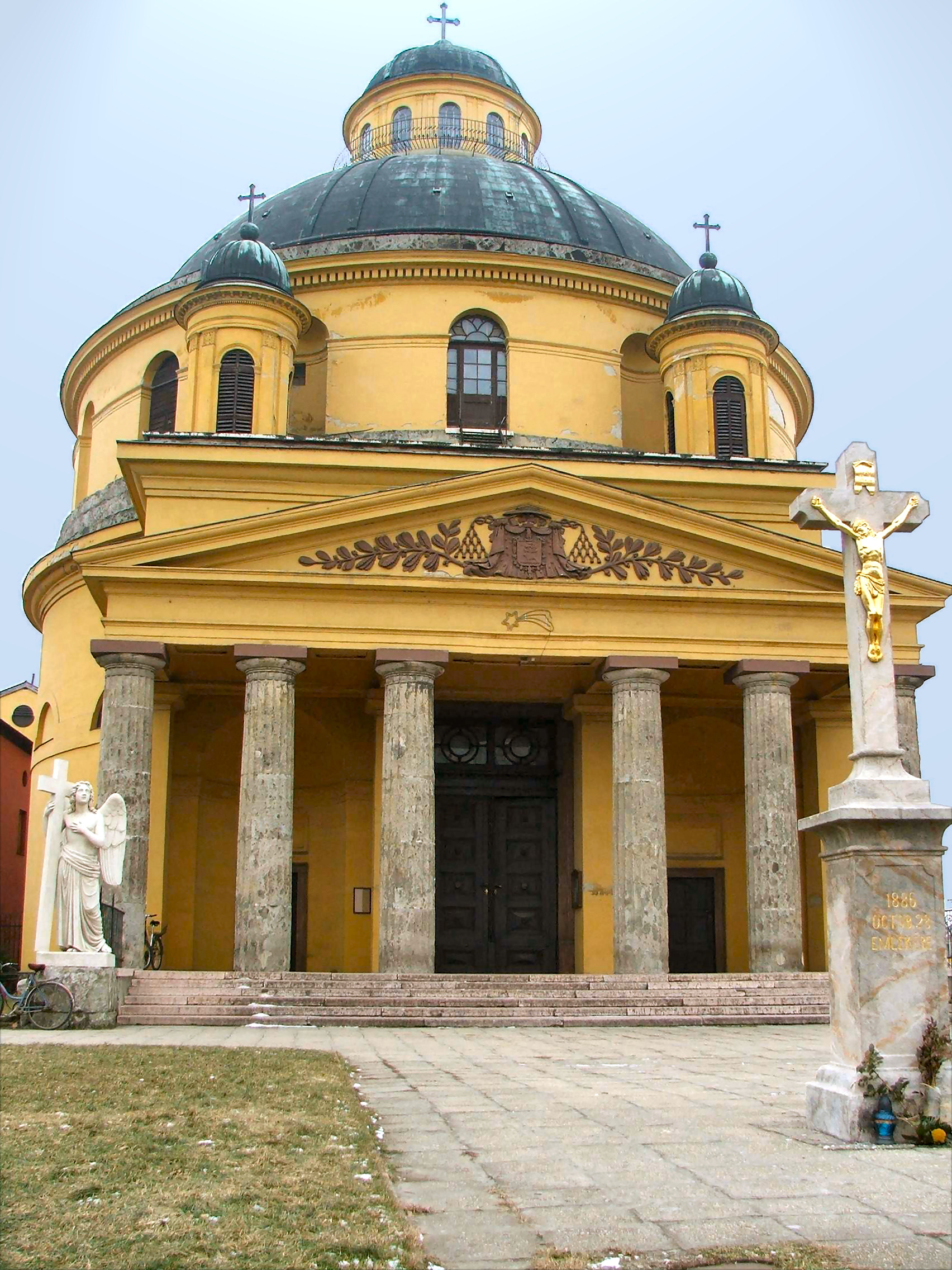
A Packh János tervei alapján épült esztergomi Kerektemplom

Packh János (eredetileg Johann Baptist Packh, ritkán Packh János Keresztély; Kismarton, 1796. május 7. – Esztergom, 1839. október 9.) osztrák származású magyar építész, építőmester. A magyarországi klasszicista építészet jeles alakja, az esztergomi bazilika időben második építésze.

## Élete
Tizenöt éves korában, 1811-ben Bécsben lakó nagybátyjához, Kühnel Pálhoz költözött és beiratkozott a képzőművészeti akadémiára. Alig egy év elteltével megkapta bizonyítványát, és Pestre került, ahol Kasselik Fidél és Zitterbarth Mátyás alkalmazásában dolgozott műszaki rajzolóként. Miután Kühnel 1820 közepén megkapta a felkérést az esztergomi főszékesegyház és a prímási palota terveinek elkészítésére, segédnek maga mellé vette unokaöccsét. 1821 szeptemberében Packh Esztergomba költözött, ahol már április 23-a óta folyt a munka. Az építési munkálatok során több ízben kitüntette magát mérnöki tudásával, a felmerülő hibákat sikeresen orvosolta, így az építtető Rudnay Sándor érsek utasítására 1821 decemberétől – mint nagybátyja állandó helyettese – a helyszínen irányította a munkát. Később feleségül vette az érsek háziorvosának leányát, Krotkyt Máriát, s házasságukból három gyermek született.
Nagybátyja, Kühnel Pál 1824. január 11-én bekövetkezett halála után átvette az esztergomi főszékesegyház építésének vezetését, s ezt a feladatot egészen haláláig látta el. Rudnay érsek 1831. évi halálával a munkálatok leálltak, a kamara gazdaságossági és esztétikai kifogásokra hivatkozva ellehetetlenítette az építkezést. Azt sem engedélyezték, hogy Packh a tető nélküli fennálló oldalfalakra az időjárás viszontagságai ellen védő ideiglenes tetőt emeltessen.
Hét év elteltével iktatták be hivatalába az új érseket, Kopácsy Józsefet, aki meghagyta Packh kezében az építkezés irányítását, de a munkálatok újrakezdésére kitűzött időpontot, 1840 tavaszát az építész már nem érhette meg. 1839. október 9-én esztergomi Buda utcai (mai Kossuth Lajos utca) házának dolgozószobájában rablógyilkosság áldozata lett. A főszékesegyház általa tervezett és kivitelezett kriptájában temették el.

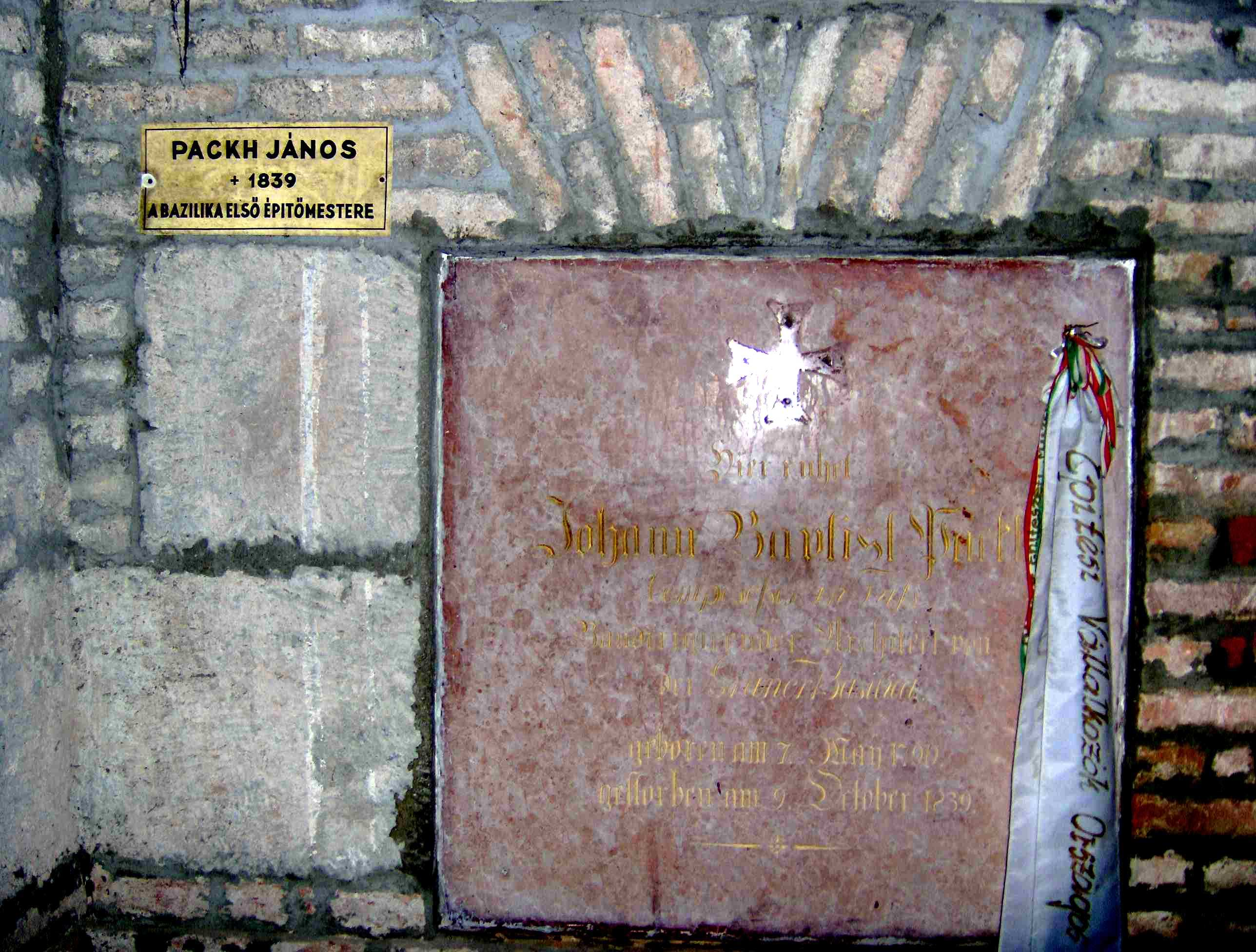
Packh János sírja az Esztergomi bazilika altemplomában

## Életműve
Packhot életműve elsősorban Esztergom városához köti, nemcsak tizennyolc esztendőt élt itt, de a városban ma is áll több általa tervezett épület: a kanonoki házsor (1821–1828), a Szent Anna-plébániatemplom (1828–1837). Átalakításai között érdemes megemlíteni a vármegyeháza, a vízivárosi plébániatemplom bővítését, a belvárosi Szent Anna-templomra tervezett toronysisak elkészítését (1837). Az 1838. évi árvíz levonulása után részt vett a helyreállítási munkálatokban, ingyenesen készített terveket a szegényház helyreállításához. Mind közül legnevezetesebb azonban az esztergomi főszékesegyház, amelyet bár nagybátyja, Kühnel Pál tervei alapján kezdtek építeni, Packh több alkalommal is módosított a terveken. Így például a kupolát tartó pillérek alapozásánál és a kripták kialakításánál a tervtől eltérő, gazdaságosabb javaslatokkal állt elő. Ugyancsak Packh mérnöki bravúrjának köszönhető, hogy az építkezés útjában álló Bakócz-kápolnát sikeresen szétbontották ezerhatszáz darabra, és mai helyén újra felállították alig fél esztendő leforgása alatt. Tragikus halálát követően a bazilika építését Hild József vette át, akinek keze nyomán – a tervek jelentős módosításával – ma ismert formájában épült fel a székesegyház.
Élete főműve, az esztergomi székesegyház építése mellett több más, kisebb megbízást is elvállalt, jórészt átalakításokat és épületbővítéseket tervezett és irányított. Pannonhalmán ő fejezte be az apátsági könyvtár és a székesegyház tornyának építési munkálatait (1824–1832), bővítette a héregi és a bajcsi templomot, valamint új templomot tervezett a Nyitra vármegyei Vágszentkereszten.
Az Osztrák–Magyar Monarchia területén ő volt az első építész, aki francia minta alapján 1829-től nagy tömegben gyártotta és alkalmazta az üreges testű, jobban szigetelő téglákat (többek között a bazilika sekrestyéi feletti helyiségek boltozásához is ilyeneket használt). Az általa bevezetett tégla gyártásáról és használatának módjáról nyomtatott füzetet is kiadott (Neue Bauart mit hohlen Quader-Ziegeln, oder Abhandlung über die vielen und trefflichen Eigenschaften dieses Baumateriales; dann über ihre Erzeugung und über ihre Andwendung bei allen Bauten überhaupt, sowie über ihre Verbindung zu allerlei Gewölben abgefasst und herausgegeben von…, Pest, 1831, 16. kőnyomat táblarajzzal).